# Judgment Day (téléfilm)
Pour l’article homonyme, voir Judgement Day.
Judgment Day est un téléfilm américain réalisé par John Terlesky, diffusé en 1999.

## Synopsis
Des membres d'une secte et leur chef enlèvent le seul homme qui pourrait empêcher une météorite géante de s'écraser sur Terre en programmant une arme. Des agents doivent donc partir le rechercher.

## Fiche technique
- Titre original et français : Judgment Day
- Réalisation : John Terlesky
- Scénario : William Carson
- Assistant producteur : Matt Holloway
- Pays d'origine :  États-Unis
- Langue originale : anglais
- Durée : 99 minutes
- genre : science fiction , action

## Distribution
- Ice-T (VF : Emmanuel Jacomy) : Matthew Reese
- Suzy Amis (VF : Emmanuèle Bondeville) : Jeanine Tyrell
- Mario Van Peebles (VF : Bertrand Liebert) : frère Thomas Payne
- Coolio (VF : Nicolas Marié) : Luther / Lucifer
- Linden Ashby (VF : Serge Faliu) : Dr David Corbett
- Tom Lister, Jr. (VF : Pascal Renwick) : frère Clarence
- Max Gail (VF : Jean Barney) : le général William « Bill » Meech
- Mark Deakins : le capitaine Douglas « Doug » McNally
- James Eckhouse (VF : Philippe Peythieu) : colonel Thomas « Tom » Keller
- Larry Poindexter (VF : Vincent Violette) : Jeff
- David Wells (VF : Jean-Claude Montalban) : Dr Richard « Dick » Secor
- Shireen Crutchfield : Rachael Payne
- Dartanyan Edmonds (VF : Patrick Guillemin) : Damon
- Jonathan Palmer (VF : Franck Capillery) : Frank Peterson
- Chittra Sukhu (VF : Sophie Arthuys) : Esperanza